# El crisantemo y la espada
El crisantemo y la espada: los patrones de la cultura japonesa es un estudio del Japón de la antropóloga estadounidense Ruth Benedict. Fue escrito en respuesta a la invitación de la Oficina de Información de Guerra de Estados Unidos, con el fin de comprender y predecir el comportamiento de los japoneses en la Segunda Guerra Mundial en referencia a una serie de contradicciones en su cultura tradicional. El libro fue influyente en la conformación de las ideas estadounidenses acerca de la cultura japonesa durante la ocupación de Japón, y popularizó la distinción entre las culturas de la culpa y las culturas de la vergüenza.

## Influencia
Aunque ha recibido duras críticas, el libro ha continuado siendo influyente. Dos antropólogos reconocieron en 1992 que "en cierto modo, todos nosotros hemos estado escribiendo notas a pie de página [del Crisantemo] desde que apareció en 1946".
Los japoneses, escribió Benedict, son:
    "agresivos y no agresivos, tanto militaristas como estéticos, insolentes y educados, rígidos y adaptables, sumisos y resentidos de ser empujados, leales y traicioneros, valientes y tímidos, conservadores y hospitalarios con las nuevas formas ..."
El libro también afectó las concepciones japonesas de sí mismos. El libro fue traducido al japonés en 1948 y se convirtió en un éxito de ventas en la República Popular de China cuando las relaciones con Japón se deterioraron.

## Circunstancias de la investigación
Ver también: Imperio del Japón
Este libro que resultó de la investigación de tiempos de guerra de Benedict, como muchos otros estudios de guerra de la OWI de Japón y Alemania, es una investigación de "cultura a distancia", el estudio de una cultura a través de su literatura, recortes de periódicos, películas y grabaciones, así como extensas entrevistas con alemanes estadounidenses o japoneses estadounidenses. Las técnicas fueron necesarias por la incapacidad de los antropólogos para visitar la Alemania nazi o Japón en tiempos de guerra. Un etnógrafo más tarde señaló, sin embargo, que aunque la "cultura a distancia" tenía el "aura de una buena moda académica, el método no era tan diferente de lo que cualquier buen historiador hace: hacer el uso más creativo posible de documentos escritos."
Los antropólogos estaban tratando de comprender los patrones culturales que podrían estar impulsando la agresión de las naciones antaño amigas, y esperaban encontrar posibles debilidades o medios de persuasión que se habían perdido.
Los estadounidenses se sintieron incapaces de comprender los asuntos de la cultura japonesa. Por ejemplo, los estadounidenses consideraban bastante natural que los prisioneros de guerra estadounidenses desearan que sus familias supieran que estaban vivos y que se callarían cuando se les pidiera información sobre movimientos de tropas, etc. Sin embargo, los prisioneros de guerra japoneses aparentemente dieron la información libremente y no trataron de contactar con sus familias.

## Recepción en los Estados Unidos
Entre 1946 y 1971, el libro vendió solo 28 000 copias de tapa dura, y no se editó una edición en rústica hasta 1967. Benedict jugó un papel importante en captar el lugar del emperador de Japón en la cultura popular japonesa, y formular la recomendación al presidente Franklin D. Roosevelt de que permitir la continuación del reinado del emperador tenía que ser parte de la eventual oferta de rendición.

## Recepción en Japón y críticas
Se han vendido más de dos millones de copias del libro en Japón desde que apareció por primera vez allí la traducción.
John W. Bennett y Michio Nagai, dos estudiosos de Japón, señalaron en 1953 que el libro traducido "apareció en Japón durante un período de intenso auto examen nacional, un período durante el cual los intelectuales y escritores japoneses estudiaron las fuentes y significado de la historia y el carácter japonés, en uno de sus perennes intentos de determinar el curso más deseable del desarrollo japonés".
El filósofo y crítico social japonés Tamotsu Aoki dijo que el libro traducido "ayudó a inventar una nueva tradición para el Japón de la posguerra". Ayudó a crear un creciente interés en el "nacionalismo étnico" en el país, que se muestra en la publicación de cientos de nihonjinron etnocéntricos (tratados sobre lo "japonés") publicados durante las siguientes cuatro décadas. Aunque Benedict fue criticada por no discriminar entre los acontecimientos históricos en el país en su estudio, "los críticos culturales japoneses estaban especialmente interesados en sus intentos de representar la estructura total ('zentai kōzō') de la cultura japonesa", como lo describió Helen Hardacre. C. Douglas Lummis ha dicho que todo el género "nihonjinron" proviene en última instancia del libro de Benedict.
El libro comenzó una discusión entre los estudiosos japoneses sobre la "cultura de la vergüenza" frente a la "cultura de la culpa", que se extendió más allá de la academia, y los dos términos ahora se establecen como expresiones comunes en el país.
Poco después de la publicación de la traducción, los académicos japoneses, entre ellos Kazuko Tsurumi, Tetsuro Watsuji y Kunio Yanagita, criticaron el libro por ser inexacto y por tener errores metodológicos. El estudioso estadounidense C. Douglas Lummis ha escrito que las críticas al libro de Benedict que son "ahora muy bien conocidas en los círculos académicos japoneses" e incluyen que representaba la ideología de una clase como la de toda la cultura, "un estado de dislocación social aguda como una condición normal y un momento extraordinario en la historia de una nación como una norma invariable de comportamiento social ".
El embajador de Japón en Pakistán, Sadaaki Numata, dijo que el libro era "una lectura obligada para muchos estudiantes de estudios japoneses".
Según Margaret Mead, la exalumna de la autora y antropóloga, otros japoneses que la han leído, la encontraron en general acertada pero algo "moralista". Secciones del libro fueron mencionadas en el libro de Takeo Doi, The Anatomy of Dependence, pero él es muy crítico con su análisis de Japón y Occidente como respectivamente las culturas de la culpa y la vergüenza.
En un simposio de 2002 en la Biblioteca del Congreso de los Estados Unidos, Shinji Yamashita, del departamento de antropología de la Universidad de Tokio, agregó que ha habido tanto cambio desde la Segunda Guerra Mundial en Japón que Benedict no reconocería a la nación que describió en 1946.
Lummis escribió: "Después de un tiempo me di cuenta de que nunca sería capaz de vivir una relación decente con la gente de ese país a menos que pudiera sacarme de la cabeza este libro, y su visión de un mundo cortésmente arrogante". Lummis, quien acudió a los archivos del Colegio Vassar para revisar las notas de Benedict, escribió que descubrió que algunos de sus puntos más importantes se desarrollaron a partir de entrevistas con Robert Hashima, un japonés-estadounidense nativo de los Estados Unidos que fue llevado a Japón de niño, educado allí, luego regresó a los Estados Unidos antes de que comenzara la Segunda Guerra Mundial. Según Lummis, quien entrevistó a Hashima, las circunstancias ayudaron a introducir un cierto sesgo en la investigación de Benedict: "Para él, al ir a Japón por primera vez como un adolescente justo en el medio del período militar y sin tener memoria del país antes de esa fecha, lo que le enseñaron en la escuela no era 'una ideología', sino el mismo Japón". Lummis piensa que Benedict confió demasiado en Hashima y dice que estaba profundamente alienado por sus experiencias en Japón y que "parece que se convirtió en una especie de piedra de toque, la autoridad contra la que probaría la información de otras fuentes".

## Recepción del libro en Taiwán y China
La primera traducción china fue hecha por el antropólogo taiwanés Huang Dao-Ling, y fue publicada en Taiwán en abril de 1974 por Taiwán Kui-Kuang Press. El libro se convirtió en un éxito de ventas en China en 2005, cuando las relaciones con el gobierno japonés fueron tensas. Solo en ese año, se vendieron 70.000 copias del libro en China.

## Leer también
- Kent, Pauline, "Misconceived  Configurations of Ruth Benedict," Japan Review 7  (1996):  33-60.
- Kent, Pauline, "Japanese Perceptions of the Chrysanthemum and the Sword," Dialectical anthropology 24.2  (1999):  181.
- Sonya Ryang, "Chrysanthemum’s Strange Life: Ruth Benedict in Postwar Japan," Asian Anthropology 1: 87-116.
- Christopher Shannon, "A World Made Safe for Differences: Ruth Benedict's The Chrysanthemum and the Sword," American Quarterly 47 (1995):  659-680.

- Datos: Q1038174